# Anna Mikhailovna Nikulina
Anna Mikhailovna Nikulina (tiếng Nga: Анна Михайловна Никулина; sinh ngày 23 tháng 3 năm 1985) là một vũ công ba lê người Nga, thành viên của Bolshoi Ballet ở Moskva từ năm 2002 và là vũ công chính của công ty từ năm 2015. Vai chính đầu tiên của cô là Odette-Odile trong vở Hồ thiên nga năm 2004 khi mới 19 tuổi. Cô đã lưu diễn ở nhiều nơi cả trong nước và quốc tế. Répétiteur (huấn luyện viên diễn tập) của cô tính đến năm 2021 là Olga Chenchikova, cựu hiệu trưởng Bolshoi. Các huấn luyện viên trước đó của cô lần lượt là vũ công người Nga Ekaterina Maximova, Nina Semizorova và Ludmila Semenyaka. Cô đã tốt nghiệp loại xuất sắc năm 2002 tại Học viện Biên đạo Nhà nước Moskva.
Nikulina từng làm việc với biên đạo múa người Nga Yury Grigorovich trong các buổi biểu diễn của ông. Cuối năm 2021, khi Grigorovich nhận giải thưởng nghệ thuật nhưng không thể đi lại do hạn chế của đại dịch, cô đã thay mặt ông nhận giải.

## Lưu diễn

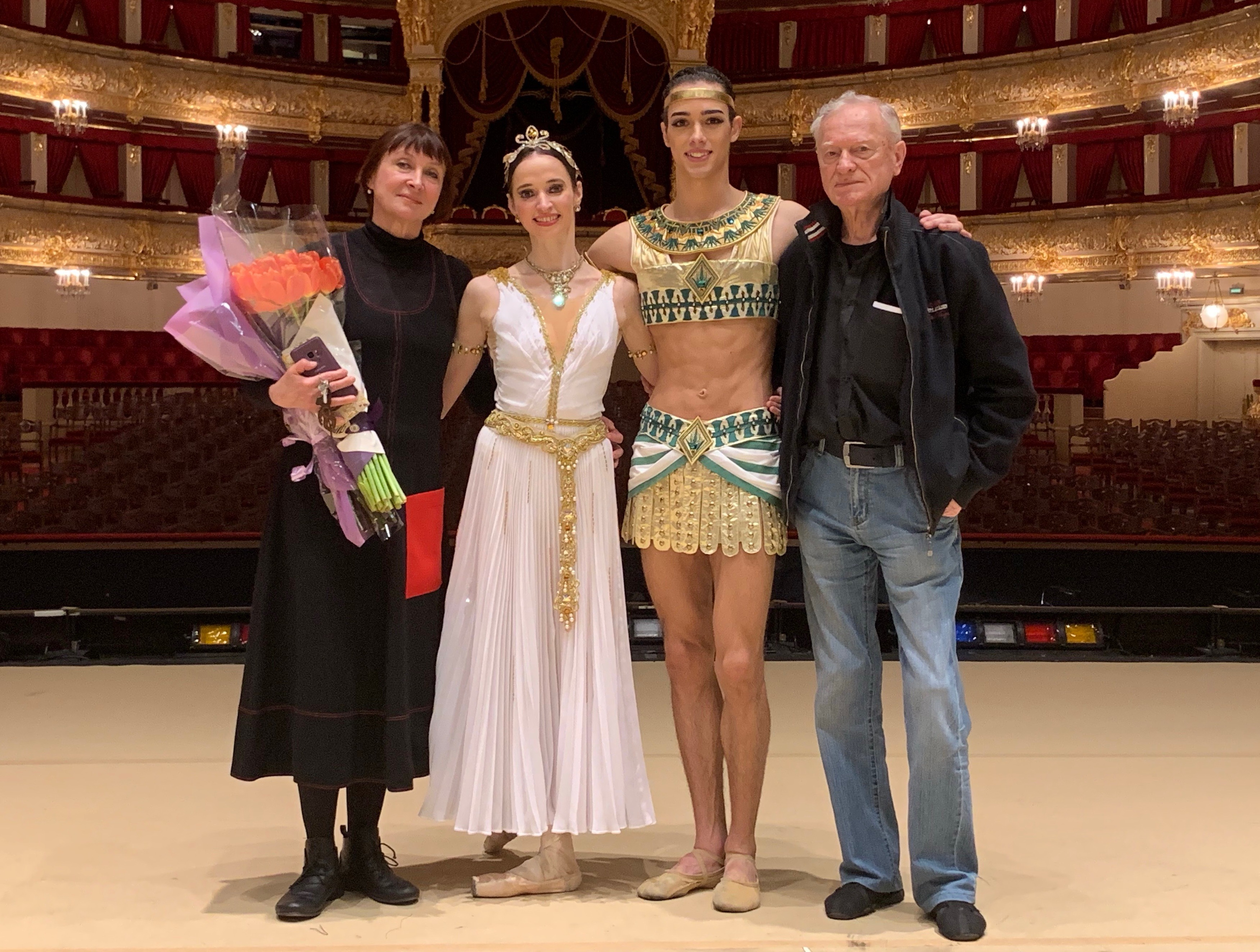
Anna Nikulina trong vở La Fille du Pharaon tại Bolshoi

Cô góp mặt trong các vai chính cùng Bolshoi trong chuyến lưu diễn ở Thành phố New York (2014), Washington DC, Los Angeles, Sydney, Hồng Kông và Luân Đôn. Với tư cách là nghệ sĩ khách mời, cô cũng xuất hiện tại Teatro dell'Opera di Roma ở Rome (2018) và các chuyến lưu diễn đến Hy Lạp và Israel.
Tại Nga, nhờ sự hỗ trợ của Bộ Văn hóa trong việc lưu diễn của các nghệ sĩ độc tấu đến các thành phố lớn trong Liên bang, cô đã tham gia vào đoàn múa ba lê của Kazan (2011), Samara (2014), Ufa (2015), Chelyabinsk (2011, 2015), Saratov (2016) và Novosibirsk (2019).
Đề cập đến những kết thúc khác nhau của vở Hồ thiên nga, Nikulina nhận xét trong một cuộc phỏng vấn rằng, “Bạn không bao giờ biết những gì sẽ xảy đến với Thiên nga. Ở Moskva, họ giết tôi. Ở Kazan, tôi hạnh phúc với hoàng tử, nhưng ở đây, Chelyabinsk, tôi chỉ còn lại một mình trên mặt hồ."

## Vai diễn
(Năm biểu diễn đầu tiên)
- Nàng tiên gió (La Sylphide), vũ đạo bởi A. Bournonville, phiên bản của E. M. von Rosen
- Biến thể hai cảnh bóng tối (vở La Bayadère), vũ đạo bởi M. Petipa, phiên bản của Y. Grigorovich
- Một phần vở (Passacaille) của A. von Webern, vũ đạo bởi R. Petit
- Bạn của Giselle, một trong hai Wili (vở Giselle), vũ đạo bởi J. Coralli, J. Perrot, M.Petipa, phiên bản của Y. Grigorovich
- Odette-Odile (vở Hồ thiên nga), vũ đạo bởi A. Gorsky, L.Ivanov, phiên bản thứ hai của Y. Grigorovich
- Nàng tiên của Audacity (vở Người đẹp ngủ trong rừng), vũ đạo bởi Y. Grigorovich
- 'Hai cặp đôi' trong màn ba vở (Symphony in C), vũ đạo bởi G. Balanchine
- Magnolia (vở Cipollino), vũ đạo bởi G. Mayorov

2005
- Điệu Waltz cuối và cảnh trao vương miện (vở Kẹp hạt dẻ), vũ đạo bởi Y. Grigorovich
- Congo (vở The Pharaoh's Daughter), sản xuất bởi P. Lacotte
- Bạn của Shireen (vở A Legend of Love), vũ đạo bởi Y. Grigorovich
- Thiên nga/Một trong ba thiên nga (vở Hồ thiên nga)
- Henriette (vở Raymonda), vũ đạo bởi M. Petipa, phiên bản của Y. Grigorovich
- Sự cám dỗ (vở Les Presages), vũ đạo bởi L. Massine
- Biến thể hai trong Grand Pas (vở Don Quixote), vũ đạo bởi M. Petipa, A. Gorsky, phiên bản của A. Fadeyechev
- Búp bê Tây Ban Nha (vở Kẹp hạt dẻ)

2006
- Bạn của Zina (vở The Bright Stream), vũ đạo bởi A. Ratmansky
- Biến thể ba cảnh Vương quốc của những sắc thái (vở La Bayadere)
- Lyuska (vở The Golden Age), vũ đạo bởi Y.Grigorovich
- Bạn của hoàng tử (vở Hồ thiên nga)
- Hoàng hậu của các nữ thần rừng (vở Don Quixote)
- Nàng tiên dịu dàng (vở Người đẹp ngủ trong rừng) — đánh dấu khởi đầu chuyến lưu diễn của nhà hát Bolshoi đến Novosibirsk
- Nghệ sĩ độc tấu (vở Jeu de cards), vũ đạo bởi A. Ratmansky
- Marie (vở Kẹp hạt dẻ)

2007
- Nghệ sĩ độc tấu (vở In the Upper Room), vũ đạo bởi T. Tharp
- Pas de Trois des Odalisques (vở Le Corsaire), sản xuất và vũ đạo bởi A. Ratmansky và Y. Burlaka
- Vai diễn trong vở (Class Concert), vũ đạo bởi A. Messerer
- Mùa hạ (vở Cinderella), vũ đạo bởi Y. Possokhov, Y. Borisov đạo diễn

2008
- Nghệ sĩ bắt chước (vở Spartacus), vũ đạo bởi Yuri Grigorovich
- Adeline (vở Flames of Paris), sản xuất và vũ đạo bởi A. Ratmansky
- Phrygia (vở Spartacus) — đánh dấu khởi đầu chuyến lưu diễn của nhà hát Bolshoi đến Hồng Kông
- Giselle (vở Giselle), phiên bản của V. Vasiliev
- Cặp đôi trong Claret Red (vở Russian Seasons), vũ đạo bởi A. Ratmansky — thuộc nhà hát Bolshoi

2009
- Fleur de Lys (vở La Esmeralda', vũ đạo bởi M. Petipa; sân khấu và phiên bản vũ đạo mới bởi Y. Burlaka và V. Medvedev

2010
- La Priere (vở Coppelia), vũ đạo bởi M. Petipa và E. Cecchetti; phục hồi và phiên bản vũ đạo mới bởi S. Vikharev
- Juliet (vở Romeo và Juliet) của S. Prokofiev, vũ đạo bởi Y. Grigorovich
- Lilac Fairy (vở Người đẹp ngủ trong rừng)
- Raymonda (vở Raymonda)
- Raymonda (vở Giselle), phiên bản của Y. Grigorovich
- Quintet (vở Herman Schmerman), vũ đạo bởi W. Forsythe

2011
- Nikia (vở La Bayadere)
- Công chúa Aurora (vở Người đẹp ngủ trong rừng)

2012
- Nghệ sĩ độc tấu (vở Dream of Dream), vũ đạo bởi J. Elo
- Polyhymnia (vở Apollon Musagète), vũ đạo bởi G. Balanchine — thuộc nhà hát Bolshoi
- Anastasia (vở Ivan the Terrible), vũ đạo bởi Y. Grigorovich

2013
- Medora (vở Le Corsaire)

2014
- Shireen (vở A Legend of Love)

2015
- Zina (vở The Bright Stream)
- Cặp đôi màu xanh (vở Russian Seasons)

2016
- Rita (vở The Golden Age)

2017
- Ballerina (vở Etudes, to Music of Czerny), vũ đạo bởi H. Lander
- Cặp đôi dẫn đầu (Kim cương), màn ba vở Jewels, vũ đạo bởi G. Balanchine
- Sylph (La Sylphide), sản xuất và vũ đạo bởi J. Kobborg
- Carmen (vở Carmen Suite), vũ đạo bởi A. Alonso

2018
- Kitri (vở Don Quixote), phiên bản thứ hai của A. Fadeyechev

2019
- Aspicia (vở La Fille du Pharaon)
- Nghệ sĩ độc tấu màn hai (vở Symphony in C), vũ đạo bởi G. Balanchine
- Hermione (vở The Winter's Tale), vũ đạo bởi Ch.Wheeldon
- Giselle (vở Giselle), phiên bản của A. Ratmansky

2020
- Cặp đôi màu đen (vở Forgotten Land) của B. Britten, vũ đạo bởi J. Kylián
- Công chúa Mary (vở Anh hùng của thời đại chúng ta [ru]), vũ đạo bởi Y. Possokhov

## Giải thưởng
- 2004: Giải thưởng Thanh niên trẻ "cống hiến"
- 2018: Nghệ sĩ ưu tú Liên Bang Nga[10][11]